# Пам'ятки архітектури Іваничівського району
Станом на 1 січня 2009 року в Іваничівському районі Волинської області нараховується 25 пам'яток архітектури, з яких 10 — національного значення.
| № п/п                  | Найменування пам'ятки (матеріал)     | Адреса                 | Дата спорудження (автор) | Охор. № та № у комплексі | Дата і № рішення                                   |
| Національного значення | Національного значення               | Національного значення | Національного значення   | Національного значення   | Національного значення                             |
| ---------------------- | ------------------------------------ | ---------------------- | ------------------------ | ------------------------ | -------------------------------------------------- |
| 1                      | Богородицька церква (дер.)           | с. Бужковичі           | 1776 р.                  | 87/1                     | Постанова Ради Міністрів УРСР від 24.08.63 № 970   |
| 2                      | Дзвіниця Богородицької церкви (дер.) | с. Бужковичі           | 18 ст.                   | 87/2                     | -//-                                               |
| 3                      | Церква Різдва (дер.)                 | с. Мовники             | 1713 р.                  | 92                       | -//-                                               |
|                        | Комплекс Успенської церкви (зміш.)   | с. Низкиничі           | 17 ст.                   | 93                       | -//-                                               |
| 4                      | Успенська церква (мур.)              | с. Низкиничі           | 1653 р.                  | 93/1                     | -//-                                               |
| 5                      | Дзвіниця (дер.)                      | с. Низкиничі           | 17 ст.                   | 93/2                     | -//-                                               |
| 6                      | Мур (мур.)                           | с. Низкиничі           | 17 ст.                   | 93/3                     | -//-                                               |
| 7                      | Михайлівська церква (дер.)           | с. Стара Лишня         | 1773-1778 рр.            | 96                       | -//-                                               |
| 8                      | Хрестовоздвиженська церква (дер.)    | с. Колона              | 1779 р.                  | 1018                     | Постанова Ради Міністрів УРСР від 06.09.79 № 442   |
| 9                      | Параскевська церква (мур.)           | с. Милятин             | 1778 р.                  | 1019                     | -//-                                               |
| 10                     | Успенська церква (дер.)              | с. Старий Порицьк      | 1784 р.                  | 1020                     | -//-                                               |
| Місцевого значення     |                                      |                        |                          |                          |                                                    |
| 11                     | Церква сорока мучеників (дер.)       | смт. Іваничі           | 18-19 ст.                | 144-м                    | Рішення виконкому обласної ради від 03.04.92 № 76  |
| 12                     | Церква Параскеви П'ятниці (мур.)     | с. Соснина             | кін. 18 ст.              | 99-м                     | Рішення виконкому обласної ради від 27.08.90 № 187 |
| 13                     | Михайлівська церква (дер.)           | с. Біличі              | 1930 р.                  | 140-м                    | Рішення виконкому обласної ради від 03.04.92 № 76  |
| 14                     | Покровська церква (дер.)             | с. Грибовиця           | поч. 18 ст.              | 141-м                    | -//-                                               |
| 15                     | Церква Різдва Богородиці (мур.)      | с. Грушів              | 1803 р.                  | 145-м                    | -//-                                               |
| 16                     | Миколаївська церква (дер.)           | с. Жашковиці           | 1875 р.                  | 142-м                    | -//-                                               |
| 17                     | Хрестовоздвиженська церква (дер.)    | с. Заболотці           | 1906 р.                  | 143-м                    | -//-                                               |
| 18                     | Введенська церква (дер.)             | с. Литовеж             | 1791 р.                  | 146-м                    | -//-                                               |
| 19                     | Ризоположенська церква (дер.)        | с. Менчичі             | 1887 р.                  | 147-м                    | Рішення виконкому обласної ради від 03.04.92 № 76  |
| 20                     | Миколаївська церква (мур.)           | с. Мишів               | 1885 р.                  | 148-м                    | -//-                                               |
| 21                     | Покровська церква (мур.)             | с. Орищі               | 1920 р.                  | 149-м                    | -//-                                               |
| 22                     | Михайлівська церква (мур.)           | с. Павлівка            | 1650 р.                  | 150-м                    | -//-                                               |
| 23                     | Покровська церква (дер.)             | с. Поромів             | 1750-1880 рр.            | 151-м                    | -//-                                               |
| 24                     | Михайлівська церква (дер.)           | с. Топилище            | 1904 р.                  | 153-м                    | -//-                                               |
| 25                     | Церква зачаття Іоана Предтечі (мур.) | с. Тишковичі           | 1934 р.                  | 154-м                    | -//-                                               |
|                        |                                      |                        |                          |                          |                                                    |

## Джерело
- Пам'ятки Волинської області